# Льюис, Лерой (футболист)
Лерой Делано Шеррер Льюис, также известный как Профе (исп. 	Leroy Delano Sherrier Lewis; 29 мая 1945 года, Лимон, Коста-Рика — 13 сентября 2021 года там же) — коста-риканский футболист и тренер.

## Карьера
В качестве футболиста выступал за костариканские клубы «Лимоненсе» и «Уругвай де Коронадо». В первом из них Льюис начинал свою тренерскую карьеру. Он приводил команду к наилучшему результату в ее истории (второе место в чемпионате в 1981 году). Затем наставник работал с другими костариканскими коллективами. В девяностые годы отошел от активной тренерской работы. В дальнейшем возвращался к ней, три раза принимая сборную Белиза. В 2013 году Льюис занял с ней четвертое место на Центральноамериканском кубке в родной для тренера Коста-Рике. Этот результат стал самым лучшим для «Ягуаров» в данном турнире, позволив им впервые в истории квалифицироваться на Золотой кубок КОНКАКАФ.
Специалист скончался ночью 13 сентября 2021 года дома на 77 году жизни от рака простаты.

## Достижения
- Чемпион Белиза (1): 2014/15 (О), 2015/16 (С), 2016/17 (О), 2016/2017 (С).
- Обладатель Кубка Белиза (1): 2014/15.
- Серебряный призер чемпионата Коста-Рики (1): 1981.